# توني لي (عازف جاز)
توني لي (بالإنجليزية: Tony Lee)‏ هو عازف جاز بريطاني، ولد في 23 يوليو 1934 في لندن في المملكة المتحدة، وتوفي في 9 مارس 2004 بسبب سرطان.

## وصلات خارجية
- توني لي على موقع ميوزك برينز (الإنجليزية)
- توني لي على موقع ديسكوغز (الإنجليزية)